# Attentat du bus scolaire de Shaar HaNéguev
L’attaque du bus scolaire de Shaar HaNéguev est une attaque qui s'est produite le 7 avril 2011 dans le Sha'ar HaNegev (Néguev), au sud d'Israël, dans laquelle des combattants du Hamas dans la bande de Gaza tirent un missile Kornet antichar à guidage laser sur un bus scolaire israélien, tuant un adolescent et blessant le conducteur.

## Contexte
Cette attaque intervient un peu plus de deux ans après l'opération Plomb durci (ou « Plomb fondu ») de l'armée israélienne dans la bande de Gaza, qui a sévèrement amoindrie les capacités militaires du Hamas.

## Déroulement
Le Hamas revendique l'attaque mais se défend en prétextant que le bus roulait sur une route utilisée par des véhicules militaires israéliens et qu'il ne savait pas que des écoliers étaient à bord. Israël déclare que la couleur jaune de l'autobus était facilement identifiable et accuse le Hamas de « franchir une ligne ».

## Bilan
Le missile frappe le bus malgré tout et l'un des enfants est touché. Il s'agit d'un garçon de 16 ans, Daniel Viflic, qui est grièvement blessé par des éclats d'obus à la tête et meurt de ses blessures le 17 avril. Le chauffeur est légèrement blessé. Un autre barrage de mortier est programmé pour coïncider avec l'arrivée des ambulanciers, ce qui retarde l'évacuation.

## Réactions
L'attaque est condamnée par la communauté internationale[réf. nécessaire].